# McFIT

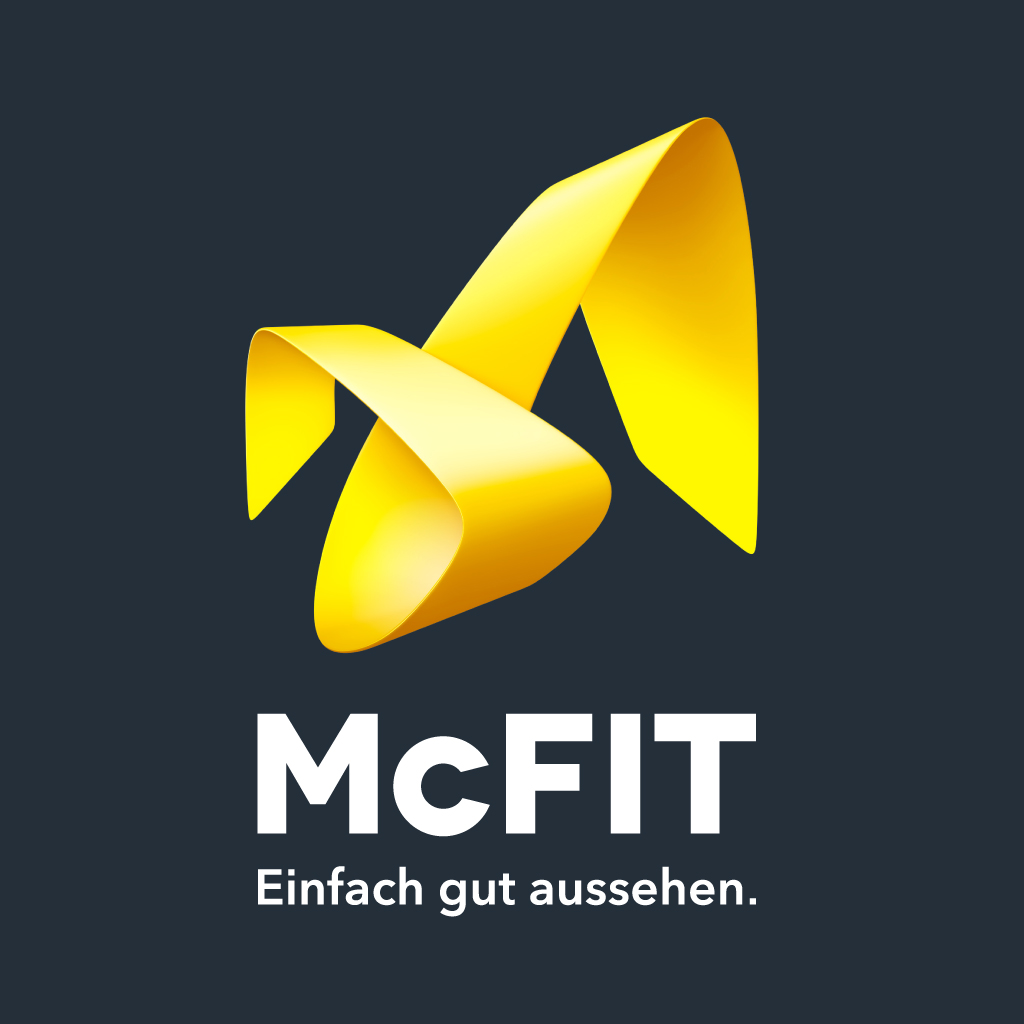
Logo McFIT z niemieckim sloganem

McFIT – niemiecka sieć fitness z ponad 240 klubami i ponad 1,4 mln członkami w Niemczech, Austrii, Włoszech, Hiszpanii i w Polsce.
Siedziba przedsiębiorstwa znajduje się w miejscowości Schlüsselfeld. Logo firmy to wstążka z napisem „McFIT” i sloganem „Einfach gut aussehen” (w Polsce: „Naturalnie w formie”).

## Historia
Szef firmy Rainer Schaller otworzył pierwsze studio w 1997 roku w Würzburgu w Niemczech. Latem 2009 roku sieć rozpoczęła swoją ekspansję w Europie otwierając kluby w Austrii i Hiszpanii. W 2014 roku otwarte zostały także pierwsze kluby w Polsce i we Włoszech.

## Lokalizacje
Główna siedziba przedsiębiorstwa zlokalizowana jest w miejscowości Schlüsselfeld w Bawarii, a Creative Office mieści się w stolicy Niemiec, Berlinie. Pozostałe krajowe centrale znajdują się w Madrycie (Hiszpania), Mediolanie (Włochy) i Wiedniu (Austria).
Centrala McFIT Polska znajduje się w Warszawie.

## Oferta treningowa
McFIT oferuje tradycyjne strefy treningowe (strefy maszyn, wolnych ciężarów i kardio), wirtualne treningi na platformach wibracyjnych oraz rowerach stacjonarnych a także kursy. Określone jest to jako realizacja koncepcji „Home of Fitness”.